# Борискин, Фадей Агапович
Фадей Агапович Борискин (19.01.1908, Красноярский край — 24.10.1960, Семипалатинская область) — советский военнослужащий, участник Великой Отечественной войны, полный кавалер ордена Славы, командир отделения 1081-го стрелкового полка 312-й стрелковой дивизии, младший сержант — на момент представления к награждению орденом Славы 1-й степени. 

## Биография
Родился 19 января 1908 года в деревне Стойба, Партизанского района Красноярского края. Окончил 8 классов. Работал разнорабочим на железнодорожной станции Большой Невер Забайкальской железной дороги.
В 1941 году был призван Красную армию Сковороднинским райвоенкоматом. С августа того же года участвовал в боях с захватчиками. Воевал на Северо-Западном и 1-м Прибалтийском и 1-м Белорусском фронтах. К маю 1944 года имел два ранения, после очередного прибытия из госпиталя был зачислен стрелком в 1081-й стрелковый полк 312-й стрелковой дивизии. В составе этой части прошёл до Победы.
20 августа 1944 года в бою за расширение плацдарма на левом берегу реки Висла в районе населённого пункта Игнацув красноармеец Борискин первым ворвался в траншею противника, гранатами поразил пулемёт с расчётом, мешавший продвижению пехоты.
Приказом по 312-й стрелковой дивизии от 24 августа 1944 года красноармеец Борискин Фадей Агапович награждён орденом Славы 3-й степени.
13 февраля 1945 года в боях по уничтожению окружённой группировки противника под городом Познань младший сержант Борискин на правом берегу реки Варта в составе штурмовой группы, преодолев заграждения, первым вступил в бой с противником. Когда выбыл из строя командир взвода, взял на себя командование подразделением. Лично в этом бою уничтожил пулемёт, 4 солдат и офицера, захватил 2 вражеских миномёта.
Приказом по войскам 69-й армии от 5 апреля 1945 года младший сержант Борискин Фадей Агапович награждён орденом Славы 2-й степени. 16 апреля 1945 года в бою за расширение плацдарма на левом берегу реки Одер в районе города Лебус младший сержант Борискин поднял отделение в атаку, первым ворвался в траншею противника, гранатами подавил пулемёт, взял в плен 3 солдат и офицера.
Указом Президиума Верховного Совета СССР от 15 мая 1946 года за отвагу и геройство, проявленные в боях с немецкими захватчиками в Великой Отечественной войне младший сержант Борискин Фадей Агапович награждён орденом славы 1-й степени. Стал полным кавалером ордена Славы.
В октябре 1945 года был демобилизован. Жил в селе Сосновка Бескарагайского района Павлодарской и Семипалатинской областей. Трудился чабаном. Скончался 24 октября 1960 года.
Награждён орденами Славы 1-й, 2-й, 3-й степеней, медалями, в том числе медалью «За боевые заслуги».